# 中心距 (食)

日全食的中心距係數。

中心距（符號為γ）是描述中心食的月球或地球的陰影如何碰觸到對方，是影錐軸線最接近地球或月球的中心時的距離，並以地球的赤道半徑為單位表示其值。對日食，γ值正或負的定義是月球陰影的軸通過地球中心的北側或南側時，最接近的位置在北邊時是正值。所謂地球中心，指曝露在太陽那一側地球半球的中心，也就是太陽在頭頂上方的點。那與地球的赤道或極點無關，因此會隨著季節改變。對月食，γ值正或負的定義是地影的軸線通過月球中心的北側或南側時，最接近的位置在南邊時是正值。
毗鄰的關係圖說明日食的中心距（γ）：紅線顯示最接近地球中心的距離，在這個例子中大約是地球半徑的75%。因為本影經過地球中心的北方，所在這個例子的γ是+0.75。
中心距的絕對值使我們可以區分不同類型的日食：
- 如果中心距是0，影錐是經過地球朝向太陽那一面的中心點，在南半部和北半部是完全均等。

- 如果中心距低於0.9972，則食是中心食。影錐的軸會經過地球，在其經過的地點會看見月球在太陽中心的前方。中心食可以是全食或環食（如果影錐的尖端剛剛好可以或多或少的碰觸到地球的表面，則食的類型會改變，會從環食開始，中段是全食，然後再以環食結束，這種稱為混合日食）。

- 如果中心距在0.9972至1.0260之間，影錐的軸將不會碰觸到地球，但是因為本影或偽本影的周圍仍有一定的寬度會碰觸到地球的極區。其結果是非中心食的全食或環食。

- 如果中心距在0.9972至大約1.55之間，和前述食的特殊狀況，發生的是偏食，只有半影會接觸到地球。[2]。

如果地球是一個理想球體，中心食的限制應該是1.0，但是因為地球是扁圓形，所以成為0.9972
2014年4月29日日食的中心距是1.0001，發生中心食是環食而不是全食的特殊情況。影錐的軸心似有若無的幾乎沒有碰觸到地球的南極地區，因而發生非中心食的環食。